# 瓦萊德阿瓜斯阿里巴
瓦萊德阿瓜斯阿里巴（西班牙語：Valle de Aguas Arriba），是巴拿馬的城鎮，位於該國西北部，由博卡斯德爾托羅省的阿爾米蘭特區負責管轄，面積70.3平方公里，2010年人口3,163，人口密度每平方公里45.2人。